# الجمعية البحرينية لحقوق الإنسان
الجمعية البحرينية لحقوق الإنسان أنشأت في عام 2002 بعد إصلاحات سياسية واسعة النطاق من قبل الحكومة البحرينية إلى السماح للعمل في جماعات مستقلة لحقوق الإنسان.
في عام 2010 حلت الحكومة مجلس إدارة الجمعية وتركت مستقبل الجمعية في محل شك.
لقد كانت الجمعية الرئيسية في البحرين لحقوق الإنسان. بينما كانت العديد من جمعيات حقوق الإنسان ترتبط بجمعية العمل الوطني الديمقراطي المعارضة اليسارية فإن الجمعية البحرينية لحقوق الإنسان ظلت مستقلة من أي تأثير. سبق للرئيسة ونائب الرئيسة سبيكة النجار وسلمان كمال الدين على التوالي الاعتقال والنفي وعادوا إلى البحرين في عام 2001.
الجمعية تنشر تقريرا سنويا عن حقوق الإنسان في المملكة بتنسيق مع المنظمات الدولية حول نشاط حقوق الإنسان في المملكة. عملت الجمعية مع المنظمات الدولية لحقوق الإنسان بما في ذلك المجموعة الأمريكية المثيرة للجدل فريدم هاوس. اتهمت الجمعية بتنظيم المؤتمر الموازي للمنظمات غير الحكومية العربية خلال قمة مجموعة الثماني في إصلاح الشرق الأوسط ومنتدى من أجل المستقبل الذي عقد في البحرين في نوفمبر عام 2005.
في 24 ديسمبر 2005 أصبحت الجمعية أول منظمة غير حكومية في العالم العربي تنفذ عملية تفتيش لسجن عندما زارت سجن جو. ضم الوفد نشطاء وأطباء وممرضين نفسيين لغرض دراسة المرافق ومعاملة السجناء وبحث عن أي علامات سوء المعاملة.
قال عبد النبي العكري تلخيصا للوضع في البحرين في مجال حقوق الإنسان في نوفمبر 2005:
في مارس 2006 ادعت صحيفة غلف نيوز أن عضو الجمعية عبد النبي العكري اتهم عضوي مركز البحرين لحقوق الإنسان نبيل رجب وعبد الجليل السنكيس بالعمل في مجال حقوق الإنسان بدافع «المكاسب الشخصية». ردا على ذلك كتب السنكيس رسالة إلكترونية إلى غلف نيوز فند فيها ادعاءات العكري وتحفظ على حقه في طلب التعويض القانوني. التقى النشطاء الثلاثة في الأسبوع التالي وأوضح العكري أن مراسل صحيفة غلف نيوز حرف كلماته.